# 科學班
科學班，為中華民國教育部於普通型高級中等學校設置之數理學術性向特殊班級，由高中與配合大學共同合作規劃課程，目的為提供適性發展機會予具科學潛能之學生，及早接受科學專業領域教育，以培育基礎科學人才。主要特色為高中課程濃縮於兩年內完成，第三年則進入合作大學修習數理課程與進行專題研究。科學班採各校單獨招生，並沒有學區限制，分兩階段進行。

## 設置歷程
教育部於2005年設置四年制高中科學菁英班，自2006年起試辦，在建國中學、北一女中、竹科實中、臺中一中、臺南一中、高雄中學等六所高中設一班25人，共150人。與國立臺灣大學、國立清華大學、國立交通大學、國立成功大學、國立中山大學合作招收國中二年級以下學生，國三即進入實驗班，以兩年時間在高一時完成高中學程，高二起可預修大學學分。。9月5日教育部科學教育指導委員會與諮詢委員會聯席會議與會學者認為「科學菁英班」名稱過度標籤化，且修業年限四年將影響現行學制。故將「菁英」二字除去，定名為「科學班」，原四年規劃則縮減為與現行高中學制相同的三年。
北一女中於2009年1月19日以校內現有數理資優教育已完善、科學班配套計畫不成熟、恐排擠其他課程等因素，在校務會議表決停止辦理通過。因建中只收男生，基北區女生無科學班可就讀。北一女退出計畫後，臺大因教育部補助之預算不足，在成本和師資考量下而評估是否開班。後臺大與建中合作續辦，為解決女生入學權益，師大附中與陽明大學、臺灣師大合作開設男女兼收之科學班。2009年建國中學、師大附中、竹科實中、臺中一中、臺南一中與高雄中學等六校招收第一屆科學班學生。臺南一中因招女學生，重新設計新制服和廁所。
教育部為考量區域平衡，2011年3月17日再核定武陵高中、彰化高中及嘉義高中開辦科學班，8月辦理。2011年3月，教育部長吳清基公開表明，為免科學班變質成為「變相升學班」，反對讓科學班學生直升大學。教育部就科學班另設升學管道一事邀集學者研議，也未獲得共識。9月時教育部表示因來不及修法，首屆科學班學生不能透過資格考升大學。教育部會再評估修改大學法設置直升大學制度。11月，清交兩校增設基礎科學相關組別，2012年開始招生吸納第一屆高中科學班畢業生。
2012年12月，教育部研擬設立單獨的招生管道，讓科學班學生在只修讀基礎科學，如數學、物理、化學、生物與地科等科系時能以以學科資格考取代學測和指考升大學。
2022年調整招生名額，建國中學、師大附中、北一女中、臺中一中、高雄中學等5校各招生30人，武陵高中、竹科實中、臺南一中等3校各招生25人，彰化高中招生23人，嘉義高中招生20人。
2024年調整招生名額，建國中學、師大附中、北一女中、臺中一中、高雄中學等5校各招生30人，武陵高中、竹科實中、等2校各招生25人，臺南一中招生28人，彰化高中招生24人，嘉義高中招生26人。

## 合作大學
| 縣市   | 高中     | 合作大學                       | 資料來源 |
| ------ | -------- | ------------------------------ | -------- |
| 台北市 | 建國中學 | 國立臺灣大學                   | [ 17 ]   |
| 台北市 | 師大附中 | 國立陽明交通大學、臺灣師範大學 | [ 18 ]   |
| 台北市 | 北一女中 | 國立臺灣大學、國立臺灣師範大學 | [ 19 ]   |
| 桃園市 | 武陵高中 | 國立中央大學                   | [ 19 ]   |
| 新竹市 | 竹科實中 | 國立清華大學                   | [ 20 ]   |
| 台中市 | 台中一中 | 國立陽明交通大學               | [ 21 ]   |
| 彰化市 | 彰化高中 | 國立中興大學                   | [ 22 ]   |
| 嘉義市 | 嘉義高中 | 國立嘉義大學、國立中正大學     | [ 23 ]   |
| 台南市 | 台南一中 | 國立成功大學                   | [ 24 ]   |
| 高雄市 | 高雄中學 | 國立中山大學                   | [ 19 ]   |

## 外部連結
- 建國高中科學班網頁（页面存档备份，存于）
- 師大附中科學班網頁（页面存档备份，存于）
- 北一女中科學班網頁（页面存档备份，存于）
- 武陵高中科學班網頁[]
- 竹科實中科學班網頁（页面存档备份，存于）
- 臺中一中科學班網頁[]
- 彰化高中科學班網頁（页面存档备份，存于）
- 嘉義高中科學班網頁（页面存档备份，存于）
- 臺南一中科學班網頁（页面存档备份，存于）
- 高雄中學科學班網頁（页面存档备份，存于）